# Acalypha transvaalensis
Acalypha transvaalensis é uma espécie de flor do gênero Acalypha, pertencente à família Euphorbiaceae.